# 플로리다 (칠레)
플로리다(스페인어: Florida)는 칠레 비오비오주 콘셉시온 현의 코무나이다.